# 2011–2012-es Európa-liga (egyenes kieséses szakasz)
A 2011–2012-es Európa-liga egyenes kieséses szakasza két mérkőzéssel 2012. február 14-én kezdődött és május 9-én ért véget a bukaresti Nemzeti Stadionban rendezett döntővel. Az egyenes kieséses szakaszban 32 csapat vett részt, amelyek a csoportkör során a saját csoportjuk első két helyének valamelyikén, illetve az UEFA-bajnokok ligája csoportkörének harmadik helyén végeztek.

## Lebonyolítás
A döntő kivételével mindegyik mérkőzés oda-visszavágós rendszerben zajlott. A két találkozó végén az összesítésben jobbnak bizonyuló csapatok jutottak tovább a következő körbe. Ha az összesítésnél az eredmény döntetlen volt, akkor az idegenben több gólt szerző csapat jutott tovább. Amennyiben az idegenben lőtt gólok száma is azonos volt, akkor 30 perces hosszabbítást rendeztek a visszavágó rendes játékidejének lejárta után. Ha a 2x15 perces hosszabbításban gólt/gólokat szerzett mindkét együttes, és az összesített állás egyenlő volt, akkor a vendég csapat jutott tovább idegenben szerzett góllal/gólokkal. Gólnélküli hosszabbítás esetén büntetőpárbajra került sor. A döntőt egy mérkőzés keretében rendezték meg.

## A legjobb 16 közé jutásért

### Sorsolás
A legjobb 16 közé jutásért és a nyolcaddöntők sorsolását 2011. december 16-án, 13 órakor tartották.
A csapatok két kalapba kerültek.
- Kiemelt csapatok: az Európa-liga csoportkörének első helyezettjei, valamint az UEFA-bajnokok ligája csoportkörének négy legjobb harmadik helyezettje
- Nem kiemelt csapatok: az Európa-liga csoportkörének második helyezettjei, valamint az UEFA-bajnokok ligája csoportkörének másik négy harmadik helyezettje

A sorsolás során egy kiemelt csapat mellé egy nem kiemelt csapatot sorsolnak. Figyelembe veszik, hogy azonos nemzetű együttesek, illetve az azonos csoportból továbbjutó csapatok nem szerepelhetnek egymás ellen.
A második kalapban szereplő csapatok játsszák az első mérkőzést hazai környezetben.
| Színek      |
| ----------- |
| Kiemelt     |
| Nem kiemelt |

Továbbjutók az Európa-liga csoportköréből
| Csoport   | Csoportelső (kiemeltek) | Csoportmásodik (nem kiemeltek) |
| --------- | ----------------------- | ------------------------------ |
| A csoport | PAÓK                    | Rubin Kazany                   |
| B csoport | Standard de Liège       | Hannover 96                    |
| C csoport | PSV Eindhoven           | Legia Warszawa                 |
| D csoport | Sporting CP             | Lazio                          |
| E csoport | Beşiktaş JK             | Stoke City                     |
| F csoport | Athletic Bilbao         | Red Bull Salzburg              |
| G csoport | Metaliszt Harkiv        | AZ                             |
| H csoport | Club Brugge             | Sporting de Braga              |
| I csoport | Atlético de Madrid      | Udinese Calcio                 |
| J csoport | Schalke 04              | Steaua București               |
| K csoport | Twente                  | Wisła Kraków                   |
| L csoport | Anderlecht              | Lokomotyiv Moszkva             |

Továbbjutók az UEFA-bajnokok ligája csoportköréből
Harmadik helyezettek sorrendje
| Csoport | Csapat            | M | Gy | D | V | G+ | G– | Gk | P  |
| ------- | ----------------- | - | -- | - | - | -- | -- | -- | -- |
| A       | Manchester City   | 6 | 3  | 1 | 2 | 9  | 6  | +3 | 10 |
| C       | Manchester United | 6 | 2  | 3 | 1 | 11 | 8  | +3 | 9  |
| F       | Olimbiakósz       | 6 | 3  | 0 | 3 | 8  | 6  | +2 | 9  |
| E       | Valencia CF       | 6 | 2  | 2 | 2 | 12 | 7  | +5 | 8  |
| D       | Ajax              | 6 | 2  | 2 | 2 | 6  | 6  | 0  | 8  |
| G       | FC Porto          | 6 | 2  | 2 | 2 | 7  | 7  | 0  | 8  |
| B       | Trabzonspor       | 6 | 1  | 4 | 1 | 3  | 5  | –2 | 7  |
| H       | Viktoria Plzeň    | 6 | 1  | 2 | 3 | 4  | 11 | –7 | 5  |

### Párosítások
| 1. csapat          | Össz.Tooltip Aggregate score | 2. csapat          | 1. mérk. | 2. mérk.   |
| ------------------ | ---------------------------- | ------------------ | -------- | ---------- |
| FC Porto           | 1–6                          | Manchester City    | 1–2      | 0–4        |
| Ajax               | 2–3                          | Manchester United  | 0–2      | 2–1        |
| Lokomotyiv Moszkva | 2–2 (i.g.)                   | Athletic Bilbao    | 2–1      | 0–1        |
| Red Bull Salzburg  | 1–8                          | Metaliszt Harkiv   | 0–4      | 1–4        |
| Stoke City         | 0–2                          | Valencia CF        | 0–1      | 0–1        |
| Rubin Kazany       | 0–2                          | Olimbiakósz        | 0–1      | 0–1        |
| AZ                 | 2–0                          | Anderlecht         | 1–0      | 1–0        |
| Lazio              | 1–4                          | Atlético de Madrid | 1–3      | 0–1        |
| Steaua București   | 0–2                          | Twente             | 0–1      | 0–1        |
| Viktoria Plzeň     | 2–4                          | Schalke 04         | 1–1      | 1–3 (h.u.) |
| Wisła Kraków       | 1–1 (i.g.)                   | Standard de Liège  | 1–1      | 0–0        |
| Sporting de Braga  | 1–2                          | Beşiktaş JK        | 0–2      | 1–0        |
| Udinese Calcio     | 3–0                          | PAÓK               | 0–0      | 3–0        |
| Trabzonspor        | 2–6                          | PSV Eindhoven      | 1–2      | 1–4        |
| Hannover 96        | 3–1                          | Club Brugge        | 2–1      | 1–0        |
| Legia Warszawa     | 2–3                          | Sporting CP        | 2–2      | 0–1        |

### 1. mérkőzések
| 2012. február 14. 12:00 |

| Rubin Kazany | 0–1               | Olimbiakósz |
| ------------ | ----------------- | ----------- |
|              | (0–0) Jegyzőkönyv | Fuster 71'  |

| Luzsnyiki Stadion, Moszkva1 Játékvezető: Milorad Mažić (szerb) |

| 2012. február 14. 18:30 |

| Sporting de Braga | 0–2               | Beşiktaş JK         |
| ----------------- | ----------------- | ------------------- |
|                   | (0–1) Jegyzőkönyv | Sivok 37' Simão 58' |

| Braga városi stadion, Braga Játékvezető: Kevin Blom (holland) |

| 2012. február 16. 18:00 |

| Lokomotyiv Moszkva                   | 2–1               | Athletic Bilbao |
| ------------------------------------ | ----------------- | --------------- |
| Glushakov 61' (11-esből) Caicedo 71' | (0–1) Jegyzőkönyv | Muniain 36'     |

| Luzsnyiki Stadion, Moszkva2 Játékvezető: Ovidiu Alin Hațegan (román) |

| 2012. február 16. 19:00 |

| Red Bull Salzburg | 0–4               | Metaliszt Harkiv                        |
| ----------------- | ----------------- | --------------------------------------- |
|                   | (0–3) Jegyzőkönyv | Taison 1' Cristaldo 37' 41' Dević 90+1' |

| Red Bull Arena, Salzburg Játékvezető: Marijo Strahonja (horvát) |

| 2012. február 16. 19:00 |

| Ajax | 0–2               | Manchester United       |
| ---- | ----------------- | ----------------------- |
|      | (0–0) Jegyzőkönyv | Young 59' Hernández 85' |

| Amsterdam ArenA, Amszterdam Játékvezető: Gianluca Rocchi (olasz) |

| 2012. február 16. 19:00 |

| Viktoria Plzeň | 1–1               | Schalke 04    |
| -------------- | ----------------- | ------------- |
| Darida 22'     | (1–0) Jegyzőkönyv | Huntelaar 75' |

| Stadion města Plzně, Plzeň Játékvezető: Stéphane Lannoy (francia) |

| 2012. február 16. 19:00 |

| AZ        | 1–0               | Anderlecht |
| --------- | ----------------- | ---------- |
| Maher 35' | (1–0) Jegyzőkönyv |            |

| DSB Stadion, Alkmaar Játékvezető: Florian Meyer (német) |

| 2012. február 16. 19:00 |

| Lazio     | 1–3               | Atlético de Madrid              |
| --------- | ----------------- | ------------------------------- |
| Klose 19' | (1–2) Jegyzőkönyv | Adrián López 25' Falcao 37' 63' |

| Stadio Olimpico, Róma Játékvezető: Pavel Královec (cseh) |

| 2012. február 16. 19:00 |

| Legia Warszawa         | 2–2               | Sporting                     |
| ---------------------- | ----------------- | ---------------------------- |
| Wawrzyniak 37' Gol 79' | (1–0) Jegyzőkönyv | Carriço 61' André Santos 88' |

| Pepsi Arena, Varsó Játékvezető: Matej Jug (szlovén) |

| 2012. február 16. 21:05 |

| Steaua București | 0–1               | Twente   |
| ---------------- | ----------------- | -------- |
|                  | (0–0) Jegyzőkönyv | John 53' |

| Nemzeti Stadion, Bukarest Játékvezető: Mark Clattenburg (angol) |

| 2012. február 16. 21:05 |

| Wisła Kraków | 1–1               | Standard de Liège     |
| ------------ | ----------------- | --------------------- |
| Genkov 88'   | (0–1) Jegyzőkönyv | Tchité 28' (11-esből) |

| Henryk Reyman Stadion, Krakkó Játékvezető: David Fernández Borbalán (spanyol) |

| 2012. február 16. 21:05 |

| Udinese Calcio | 0–0         | PAÓK |
| -------------- | ----------- | ---- |
|                | Jegyzőkönyv |      |

| Friuli Stadion, Udine Játékvezető: Alberto Undiano Mallenco (spanyol) |

| 2012. február 16. 21:05 |

| Trabzonspor | 1–2               | PSV Eindhoven          |
| ----------- | ----------------- | ---------------------- |
| Adın 33'    | (1–2) Jegyzőkönyv | Matavž 6' Toivonen 11' |

| Hüseyin Avni Aker Stadion, Trabzon Játékvezető: Felix Brych (német) |

| 2012. február 16. 21:05 |

| Hannover 96                            | 2–1               | Club Brugge   |
| -------------------------------------- | ----------------- | ------------- |
| Sobiech 73' Schlaudraff 80' (11-esből) | (0–0) Jegyzőkönyv | Lestienne 51' |

| AWD-Arena, Hannover Játékvezető: Manuel Jorge Neves Moreira Sousa (portugál) |

| 2012. február 16. 21:05 |

| FC Porto   | 1–2               | Manchester City                |
| ---------- | ----------------- | ------------------------------ |
| Varela 27' | (1–0) Jegyzőkönyv | Pereira 55' (öngól) Agüero 85' |

| Estádio do Dragão, Porto Játékvezető: Cüneyt Çakır (török) |

| 2012. február 16. 21:05 |

| Stoke City | 0–1               | Valencia CF |
| ---------- | ----------------- | ----------- |
|            | (0–1) Jegyzőkönyv | Topal 36'   |

| Britannia Stadium, Stoke-on-Trent Játékvezető: Peter Rasmussen (dán) |

### 2. mérkőzések
| 2012. február 22. 18:00 |

| Manchester City                           | 4–0               | FC Porto |
| ----------------------------------------- | ----------------- | -------- |
| Agüero 1' Džeko 76' Silva 84' Pizarro 86' | (1–0) Jegyzőkönyv |          |

| City of Manchester Stadion, Manchester Játékvezető: Wolfgang Stark (német) |

| 2012. február 23. 19:00 |

| Athletic Bilbao | 1–0               | Lokomotyiv Moszkva |
| --------------- | ----------------- | ------------------ |
| Muniain 62'     | (0–0) Jegyzőkönyv |                    |

| San Mamés Stadion, Bilbao Játékvezető: Pawel Gil (lengyel) |

| 2012. február 23. 19:00 |

| Valencia CF | 1–0               | Stoke City |
| ----------- | ----------------- | ---------- |
| Jonas 24'   | (1–0) Jegyzőkönyv |            |

| Estadio Mestalla, Valencia Játékvezető: Markus Strömbergsson (svéd) |

| 2012. február 23. 19:00 |

| Twente     | 1–0               | Steaua București |
| ---------- | ----------------- | ---------------- |
| Chadli 29' | (1–0) Jegyzőkönyv |                  |

| De Grolsch Veste, Enschede Játékvezető: Robert Schörgenhofer (osztrák) |

| 2012. február 23. 19:00 |

| Standard de Liège | 0–0         | Wisła Kraków |
| ----------------- | ----------- | ------------ |
|                   | Jegyzőkönyv |              |

| Stade Maurice Dufrasne, Liège Játékvezető: Milorad Mažić (szerb) |

| 2012. február 23. 19:00 |

| PAÓK | 0–3               | Udinese Calcio                                    |
| ---- | ----------------- | ------------------------------------------------- |
|      | (0–2) Jegyzőkönyv | Danilo 6' Floro Flores 15' Domizzi 51' (11-esből) |

| Túmbasz Stadion, Szaloniki Játékvezető: Tom Harald Hagen (norvég) |

| 2012. február 23. 19:00 |

| PSV Eindhoven                                       | 4–1               | Trabzonspor |
| --------------------------------------------------- | ----------------- | ----------- |
| Mertens 15' (11-esből) Matavž 31' 53' Strootman 38' | (3–1) Jegyzőkönyv | Yılmaz 43'  |

| Philips Stadion, Eindhoven Játékvezető: Tony Chapron (francia) |

| 2012. február 23. 19:00 |

| Club Brugge | 0–1               | Hannover 96 |
| ----------- | ----------------- | ----------- |
|             | (0–1) Jegyzőkönyv | Diouf 21'   |

| Jan Breydel Stadion, Brugge Játékvezető: William Collum (skót) |

| 2012. február 23. 21:05 |

| Manchester United | 1–2               | Ajax                         |
| ----------------- | ----------------- | ---------------------------- |
| Hernández 6'      | (1–1) Jegyzőkönyv | Özbiliz 37' Alderweireld 87' |

| Old Trafford, Manchester Játékvezető: Damir Skomina (szlovén) |

| 2012. február 23. 21:05 |

| Metaliszt Harkiv                                            | 4–1               | Red Bull Salzburg |
| ----------------------------------------------------------- | ----------------- | ----------------- |
| Hinteregger 28' (öngól) Cristaldo 62' Blanco 63' Marlos 87' | (1–0) Jegyzőkönyv | Jantscher 56'     |

| Metaliszt Stadion, Harkiv Játékvezető: Antony Gautier (francia) |

| 2012. február 23. 21:05 |

| Olimbiakósz  | 1–0               | Rubin Kazany |
| ------------ | ----------------- | ------------ |
| Djebbour 14' | (1–0) Jegyzőkönyv |              |

| Karaiszkákisz Stadion, Pireusz Játékvezető: Stefan Johannesson (svéd) |

| 2012. február 23. 21:05 |

| Anderlecht | 0–1               | AZ          |
| ---------- | ----------------- | ----------- |
|            | (0–0) Jegyzőkönyv | Martens 54' |

| Constant Vanden Stock Stadion, Brüsszel Játékvezető: Pedro Proença (portugál) |

| 2012. február 23. 21:05 |

| Atlético de Madrid | 1–0               | Lazio |
| ------------------ | ----------------- | ----- |
| Godín 48'          | (0–0) Jegyzőkönyv |       |

| Vicente Calderón Stadion, Madrid Játékvezető: Martin Atkinson (angol) |

| 2012. február 23. 21:05 |

| Schalke 04               | 3–1 (h. u.)                 | Viktoria Plzeň |
| ------------------------ | --------------------------- | -------------- |
| Huntelaar 8' 106' 120+1' | (1–0, 1–1, 1–1) Jegyzőkönyv | Rajtoral 88'   |

| Veltins-Arena, Gelsenkirchen Játékvezető: Alan Kelly (ír) |

| 2012. február 23. 21:05 |

| Beşiktaş JK | 0–1               | Sporting de Braga |
| ----------- | ----------------- | ----------------- |
|             | (0–1) Jegyzőkönyv | Lima 25'          |

| İnönü Stadion, Isztambul Játékvezető: Vad István (magyar) |

| 2012. február 23. 21:05 |

| Sporting      | 1–0               | Legia Warszawa |
| ------------- | ----------------- | -------------- |
| Fernández 84' | (0–0) Jegyzőkönyv |                |

| Estádio José Alvalade, Lisszabon Játékvezető: Vladislav Bezborodov (orosz) |

- 1. A Rubin Kazany a hazai mérkőzését a Luzsnyiki Stadionban, Moszkvában játszotta, mert a pályájukon a gyep minősége a hideg időjárás miatt nem volt megfelelő.
- 2. A Lokomotyiv Moszkva a hazai mérkőzését a Luzsnyiki Stadionban, Moszkvában játszotta, mert a pályájukon a gyep minősége a hideg időjárás miatt nem volt megfelelő.

## Nyolcaddöntők
| 1. csapat          | Össz.Tooltip Aggregate score | 2. csapat       | 1. mérk. | 2. mérk. |
| ------------------ | ---------------------------- | --------------- | -------- | -------- |
| Metaliszt Harkiv   | 2–2 (i.g.)                   | Olimbiakósz     | 0–1      | 2–1      |
| Sporting           | 3–3 (i.g.)                   | Manchester City | 1–0      | 2–3      |
| Twente             | 2–4                          | Schalke 04      | 1–0      | 1–4      |
| Standard de Liège  | 2–6                          | Hannover 96     | 2–2      | 0–4      |
| Valencia CF        | 5–3                          | PSV Eindhoven   | 4–2      | 1–1      |
| AZ                 | 3–2                          | Udinese Calcio  | 2–0      | 1–2      |
| Atlético de Madrid | 6–1                          | Beşiktaş JK     | 3–1      | 3–0      |
| Manchester United  | 3–5                          | Athletic Bilbao | 2–3      | 1–2      |

### 1. mérkőzések
| 2012. március 8. 19:00 |

| Metaliszt Harkiv | 0–1               | Olimbiakósz |
| ---------------- | ----------------- | ----------- |
|                  | (0–0) Jegyzőkönyv | Fuster 50'  |

| Metaliszt Stadion, Harkiv Játékvezető: Vad István (magyar) |

| 2012. március 8. 19:00 |

| Sporting   | 1–0               | Manchester City |
| ---------- | ----------------- | --------------- |
| Xandão 51' | (0–0) Jegyzőkönyv |                 |

| Estádio José Alvalade, Lisszabon Játékvezető: Carlos Velasco Carballo (spanyol) |

| 2012. március 8. 19:00 |

| Twente                 | 1–0               | Schalke 04 |
| ---------------------- | ----------------- | ---------- |
| De Jong 61' (11-esből) | (0–0) Jegyzőkönyv |            |

| De Grolsch Veste, Enschede Játékvezető: Craig Thomson (skót) |

| 2012. március 8. 19:00 |

| Atlético de Madrid              | 3–1               | Beşiktaş JK |
| ------------------------------- | ----------------- | ----------- |
| Salvio 24' 27' Adrián López 37' | (3–0) Jegyzőkönyv | Simão 53'   |

| Vicente Calderón Stadion, Madrid Játékvezető: Jonas Eriksson (svéd) |

| 2012. március 8. 21:05 |

| Standard de Liège     | 2–2               | Hannover 96                     |
| --------------------- | ----------------- | ------------------------------- |
| Buyens 27' Tchité 30' | (2–1) Jegyzőkönyv | Stindl 22' (11-esből) Diouf 56' |

| Stade Maurice Dufrasne, Liège Játékvezető: Tony Chapron (francia) |

| 2012. március 8. 21:05 |

| Valencia CF                                    | 4–2               | PSV Eindhoven                         |
| ---------------------------------------------- | ----------------- | ------------------------------------- |
| Ruiz 11' Soldado 13' 43' (11-esből) Piatti 56' | (3–0) Jegyzőkönyv | Toivonen 83' (11-esből) Wijnaldum 90' |

| Estadio Mestalla, Valencia Játékvezető: Manuel Gräfe (német) |

| 2012. március 8. 21:05 |

| AZ                         | 2–0               | Udinese Calcio |
| -------------------------- | ----------------- | -------------- |
| Martens 63' Falkenburg 84' | (0–0) Jegyzőkönyv |                |

| DSB Stadion, Alkmaar Játékvezető: David Fernández Borbalán (spanyol) |

| 2012. március 8. 21:05 |

| Manchester United           | 2–3               | Athletic Bilbao                        |
| --------------------------- | ----------------- | -------------------------------------- |
| Rooney 22' 90+2' (11-esből) | (1–1) Jegyzőkönyv | Llorente 44' de Marcos 72' Muniain 90' |

| Old Trafford, Manchester Játékvezető: Florian Meyer (német) |

### 2. mérkőzések
| 2012. március 15. 19:00 |

| Hannover 96                                            | 4–0               | Standard de Liège |
| ------------------------------------------------------ | ----------------- | ----------------- |
| Abdellaoue 4' Kanu 21' (öngól) 73' (öngól) Pinto 90+3' | (2–0) Jegyzőkönyv |                   |

| AWD-Arena, Hannover Játékvezető: Pavel Královec (cseh) |

| 2012. március 15. 19:00 |

| PSV Eindhoven | 1–1               | Valencia CF |
| ------------- | ----------------- | ----------- |
| Toivonen 64'  | (0–0) Jegyzőkönyv | Rami 47'    |

| Philips Stadion, Eindhoven Játékvezető: William Collum (skót) |

| 2012. március 15. 19:00 |

| Udinese Calcio              | 2–1               | AZ             |
| --------------------------- | ----------------- | -------------- |
| Di Natale 3' (11-esből) 15' | (2–1) Jegyzőkönyv | Falkenburg 31' |

| Friuli Stadion, Udine Játékvezető: Milorad Mažić (szerb) |

| 2012. március 15. 19:00 |

| Athletic Bilbao            | 2–1               | Manchester United |
| -------------------------- | ----------------- | ----------------- |
| Llorente 23' de Marcos 66' | (1–0) Jegyzőkönyv | Rooney 80'        |

| San Mamés Stadion, Bilbao Játékvezető: Cüneyt Çakır (török) |

| 2012. március 15. 21:05 |

| Olimbiakósz | 1–2               | Metaliszt Harkiv       |
| ----------- | ----------------- | ---------------------- |
| Marcano 15' | (1–0) Jegyzőkönyv | Villagra 81' Dević 86' |

| Karaiszkákisz Stadion, Pireusz Játékvezető: Ovidiu Alin Hațegan (román) |

| 2012. március 15. 21:05 |

| Manchester City                         | 3–2               | Sporting                          |
| --------------------------------------- | ----------------- | --------------------------------- |
| Agüero 60' 83' Balotelli 75' (11-esből) | (0–2) Jegyzőkönyv | Fernández 33' Van Wolfswinkel 40' |

| City of Manchester Stadion, Manchester Játékvezető: Tom Harald Hagen (norvég) |

| 2012. március 15. 21:05 |

| Schalke 04                                 | 4–1               | Twente      |
| ------------------------------------------ | ----------------- | ----------- |
| Huntelaar 29' 57' (11-esből) 81' Jones 71' | (1–1) Jegyzőkönyv | Janssen 14' |

| Veltins-Arena, Gelsenkirchen Játékvezető: Kassai Viktor (magyar) |

| 2012. március 15. 21:05 |

| Beşiktaş JK | 0–3               | Atlético de Madrid                       |
| ----------- | ----------------- | ---------------------------------------- |
|             | (0–1) Jegyzőkönyv | Adrián López 26' Falcao 83' Salvio 90+4' |

| İnönü Stadion, Isztambul Játékvezető: Paolo Tagliavento (olasz) |

## Negyeddöntők
A negyeddöntők és a további mérkőzések sorsolását 2012. március 16-án, 13 órakor tartották.
| 1. csapat          | Össz.Tooltip Aggregate score | 2. csapat        | 1. mérk. | 2. mérk. |
| ------------------ | ---------------------------- | ---------------- | -------- | -------- |
| AZ                 | 2–5                          | Valencia CF      | 2–1      | 0–4      |
| Schalke 04         | 4–6                          | Athletic Bilbao  | 2–4      | 2–2      |
| Sporting           | 3–2                          | Metaliszt Harkiv | 2–1      | 1–1      |
| Atlético de Madrid | 4–2                          | Hannover 96      | 2–1      | 2–1      |

### 1. mérkőzések
| 2012. március 29. 21:05 |

| AZ                       | 2–1               | Valencia CF |
| ------------------------ | ----------------- | ----------- |
| Holman 45+1' Martens 79' | (1–0) Jegyzőkönyv | Topal 52'   |

| DSB Stadion, Alkmaar Játékvezető: Martin Atkinson (angol) |

| 2012. március 29. 21:05 |

| Schalke 04   | 2–4               | Athletic Bilbao                              |
| ------------ | ----------------- | -------------------------------------------- |
| Raúl 22' 60' | (1–1) Jegyzőkönyv | Llorente 20' 73' de Marcos 81' Muniain 90+3' |

| Veltins-Arena, Gelsenkirchen Játékvezető: Pedro Proença (portugál) |

| 2012. március 29. 21:05 |

| Sporting               | 2–1               | Metaliszt Harkiv                |
| ---------------------- | ----------------- | ------------------------------- |
| Izmailov 51' Insúa 64' | (0–0) Jegyzőkönyv | Cleiton Xavier 90+1' (11-esből) |

| Estádio José Alvalade, Lisszabon Játékvezető: Wolfgang Stark (német) |

| 2012. március 29. 21:05 |

| Atlético de Madrid   | 2–1               | Hannover 96 |
| -------------------- | ----------------- | ----------- |
| Falcao 9' Salvio 89' | (1–1) Jegyzőkönyv | Diouf 38'   |

| Vicente Calderón Stadion, Madrid Játékvezető: Stéphane Lannoy (francia) |

### 2. mérkőzések
| 2012. április 5. 21:05 |

| Valencia CF                               | 4–0               | AZ |
| ----------------------------------------- | ----------------- | -- |
| Rami 15' 17' Alba 56' Pablo Hernández 80' | (2–0) Jegyzőkönyv |    |

| Estadio Mestalla, Valencia Játékvezető: Pavel Královec (cseh) |

| 2012. április 5. 21:05 |

| Athletic Bilbao       | 2–2               | Schalke 04             |
| --------------------- | ----------------- | ---------------------- |
| Gómez 41' Susaeta 55' | (1–1) Jegyzőkönyv | Huntelaar 29' Raúl 52' |

| San Mamés Stadion, Bilbao Játékvezető: Nicola Rizzoli (olasz) |

| 2012. április 5. 21:05 |

| Metaliszt Harkiv | 1–1               | Sporting            |
| ---------------- | ----------------- | ------------------- |
| Cristaldo 57'    | (0–1) Jegyzőkönyv | Van Wolfswinkel 44' |

| Metaliszt Stadion, Harkiv Játékvezető: William Collum (skót) |

| 2012. április 5. 21:05 |

| Hannover 96 | 1–2               | Atlético de Madrid          |
| ----------- | ----------------- | --------------------------- |
| Diouf 81'   | (0–0) Jegyzőkönyv | Adrián López 63' Falcao 87' |

| AWD-Arena, Hannover Játékvezető: Mark Clattenburg (angol) |

## Elődöntők
| 1. csapat          | Össz.Tooltip Aggregate score | 2. csapat       | 1. mérk. | 2. mérk. |
| ------------------ | ---------------------------- | --------------- | -------- | -------- |
| Atlético de Madrid | 5–2                          | Valencia CF     | 4–2      | 1–0      |
| Sporting           | 3–4                          | Athletic Bilbao | 2–1      | 1–3      |

### 1. mérkőzések
| 2012. április 19. 21:05 |

| Atlético de Madrid                    | 4–2               | Valencia CF                     |
| ------------------------------------- | ----------------- | ------------------------------- |
| Falcao 18' 78' Miranda 49' Adrián 54' | (1–1) Jegyzőkönyv | Jonas 45+3' Ricardo Costa 90+4' |

| Vicente Calderón Stadion, Madrid Játékvezető: Craig Thomson (skót) |

| 2012. április 19. 21:05 |

| Sporting            | 2–1               | Athletic Bilbao |
| ------------------- | ----------------- | --------------- |
| Insúa 76' Capel 80' | (0–0) Jegyzőkönyv | Aurtenetxe 54'  |

| Estádio José Alvalade, Lisszabon Játékvezető: Jonas Eriksson (svéd) |

### 2. mérkőzések
| 2012. április 26. 21:05 |

| Valencia CF | 0–1               | Atlético de Madrid |
| ----------- | ----------------- | ------------------ |
|             | (0–0) Jegyzőkönyv | Adrián 60'         |

| Estadio Mestalla, Valencia Játékvezető: Damir Skomina (szlovén) |

| 2012. április 26. 21:05 |

| Athletic Bilbao                      | 3–1               | Sporting            |
| ------------------------------------ | ----------------- | ------------------- |
| Susaeta 17' Gómez 45+1' Llorente 88' | (2–1) Jegyzőkönyv | van Wolfswinkel 44' |

| San Mamés Stadion, Bilbao Játékvezető: Martin Atkinson (angol) |

## Döntő
| 2012. május 9. 21:45 (UTC+3) |

| Atlético de Madrid      | 3–0         | Athletic Bilbao |
| ----------------------- | ----------- | --------------- |
| Falcao 7' 34' Diego 85' | Jegyzőkönyv |                 |

| Nemzeti Stadion, Bukarest Nézőszám: 52 347 Játékvezető: Wolfgang Stark (német) |